# Cottonwood (Dél-Dakota)
Cottonwood város az USA Dél-Dakota államában, Jackson megyében. Lakosainak száma 12 fő (2020. április 1.).

## Népesség
A település népességének változása:
| Lakosok száma | 9    | 10   | 12   |
|               | 2010 | 2013 | 2020 |